# Chantal Janzen

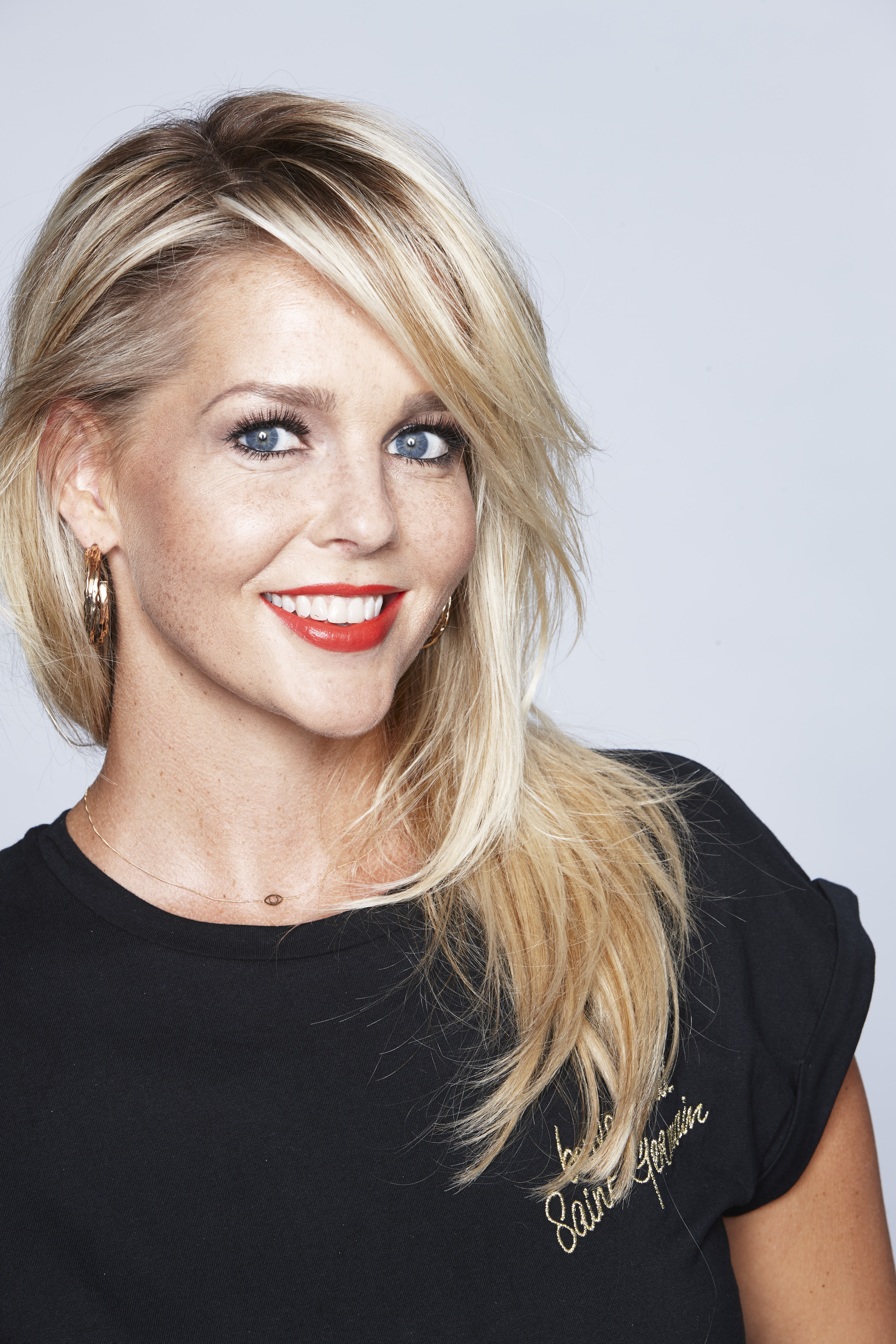
Chantal Janzen (2016)

Chantal Janzen (* 15. Februar 1979 in Tegelen) ist eine niederländische Schauspielerin, Fernsehmoderatorin und Musicaldarstellerin.

## Leben und Karriere
Janzen studierte an der Amsterdamse Hogeschool voor de Kunsten in Amsterdam Klassischen und Modernen Tanz sowie Jazz- und Stepptanz. Außerdem studierte sie Schauspielerei, Gesang und Musikrepertoire. 2000 begann ihre Tätigkeit als Musicaldarstellerin.
Im Dezember 2002 wurde ihre Single Achter De Sterren mit Musik aus dem Film Science Fiction veröffentlicht. Sie wirkte in diversen Filmproduktionen mit und spielte von 2012 bis 2016 in der Serie Divorce eine Hauptrolle. Im Mai 2021 moderierte sie den Eurovision Song Contest.
Janzen hat zwei Söhne (* 2009, * 2018) mit Marco Geeratz, den sie am 15. Dezember 2014 in London heiratete.

## Filmografie (Auswahl)

### Fernsehen
- 2002: Intensive Care (Folge 1x12)
- 2003: Baantjer (Folge 9x04)
- 2003: De Band (Folge 1x01)
- 2004–2019: Kees & Co (9 Folgen)
- 2005: Meiden van De Wit (5 Folgen)
- 2005: Kinderen Geen Bezwaar (Folge 2x04)
- 2010–2021: De TV kantine (13 Folgen)
- 2011: Zie ze vliegen (6 Folgen)
- 2012–2016: Divorce (44 Folgen)
- 2015: Superkids – Die größten kleinen Talente der Welt (Jury) (Sat.1)
- 2015–2016: The Voice Kids (Moderatorin) (Sat.1)
- 2019: Cliffhanger (Folge 3x10)
- 2019: Kees & Co (8 Folgen)
- 2021: Eurovision Song Contest 2021 (Moderatorin)[5]
- 2021: Supertalent (Jury) (RTL)[6]
- 2023: Één grote familie (16 Folgen)
- 2024: De Piano

### Film
- 2002: Volle Maan
- 2003: Loverboy
- 2004: Fighting Fish
- 2004: Preacher – Der Haschpapst (De Dominee)
- 2004: Feestje
- 2005: Deuce Bigalow II
- 2007: Alles is Liefde
- 2007: Kicks
- 2009: De hel van '63
- 2010: Das Geheimnis des Magiers (Het geheim)
- 2013: Soof
- 2014: Pak van mijn hart
- 2017: Het verlangen
- 2022: 2 kleine kleutertjes: Een dag om nooit te vergeten

## Musicals

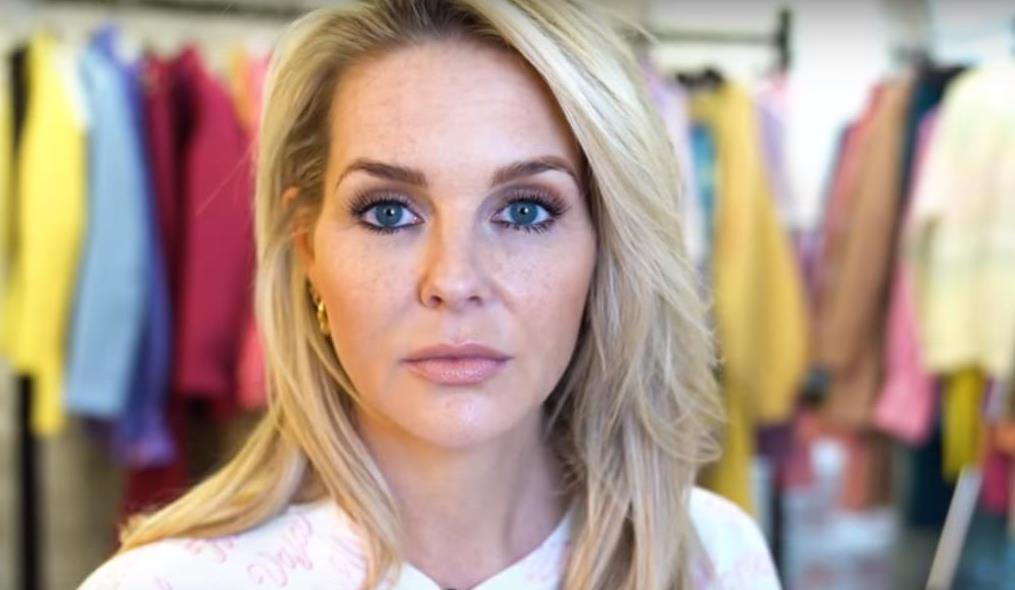
Janzen (2020)

- 2000–2001: 42nd Street als Lorraine Fleming / Springer für Peggy Sawyer
- 2001–2003: Saturday Night Fever als Stephanie Mangano
- 2003–2004: Kunt u mij de weg naar Hamelen vertellen, mijnheer? als Lidwientje Walg
- 2004–2005: Crazy For You als Patsy / erster Einspringer für Polly Baker
- 2005–2007: Beauty and the Beast als Belle
- 2007–2009:  Tarzan als Jane
- Oktober 2010 bis 31. Juli 2011: Petticoat! als Patricia "Pattie" Jagersma
- 26. Oktober 2011 bis 29. Juli 2012: Wicked als Glinda
- 2012–2015: Hij Gelooft in Mij als Rachel Hazes[7]